# Caotico
Caotico är ett svenskt popband från Umeå, bildat 2010. Gruppen består av bröderna Erik Dunkels och Joel Dunkels. 
Bandet har tidigare gett ut ett studioalbum (2012) och remixer av bland andra Rebecca & Fiona och Foster the People. Under våren 2014 skrev de kontrakt med Universal Musics underetikett Svenska Inspelningar , och 7 maj 2014 släppte de singeln "Rich Kids".

## Diskografi

### Singlar
- Back of my Head (2011)
- Brains Out (2011)
- Sunrise Confessions (2012)
- Into the Beat (2012)
- Rich Kids (2014)

### Album
- Sunrise Confessions (2012)